# Harrawi
Harrawi (arab. ‏هرّاوي‎) – dawna palestyńska wieś w Dystrykcie Safedu. Wysiedlona w czasie wojny arabsko-izraelskiej, 25 maja 1948, przez pierwszy batalion Palmachu. Znajdowała się 18 km na północny wschód od Safedu.

## Historia
Mieszkańcy Harrawi byli potomkami Beduinów z arabskiego plemienia al-Hamdun. Istnieją dowody sugerujące, że wieś była zamieszkana już w początkach okresu bizantyjskiego, ślady greckich napisów, stare mury, mozaikowe podłogi i prasa do wina.

### Dzieje współczesne
W spisie ludności Palestyny z 1931, przeprowadzonym przez władze brytyjskiego mandatu, Arab el Hamdun liczył 148 mieszkańców, muzułmanów, w 36 budynkach mieszkalnych.
Harrawi znajdowało się na szczycie wzgórza we wschodniej Górnej Galilei, z widokiem na równinę al-Hula, która łączyła ją z wioską Kadas. Obszar jest zalesiony, ale osadnicy przekształcili wiele gruntów na cele rolnicze, biorąc pod uwagę, że do 1945 roku 551 dunamów (miejscowa jednostka powierzchni) zostało wydzielonych na uprawę zbóż.
Większość mieszkańców była zatrudniona w rolnictwie zbożowym, które zdominowało cały obszar uprawny wokół tej wsi.
Obecnie najbliżej miejsca wioski znajduje się Ramot Naftali, ale nie na ziemi Harrawi, lecz na ziemi sąsiedniego An-Nabi Jusza.

Palestyński historyk Walid Chalidi tak opisał to miejsce w 1992:

Nie widać śladów wioski, gdyż lasy pokrywają zbocza i szczyt wzgórza, na którym się znajdowała. Niektóre z tych ziem w okolicy są zalesione, podczas gdy inne zostały obsadzone przez Izraelczyków z drzewami owocowymi.